# صفرابستة (كياشهر)
صفرابستة (بالفارسية: صفرابسته) هي قرية تقع في إيران في قسم کیاشهر الريفي. يقدر عدد سكانها بـ 1,258 نسمة .